# ドラマスペシャル 家政婦は見た!
『ドラマスペシャル 家政婦は見た!』（ドラマスペシャル かせいふはみた）は、2014年と2015年にテレビ朝日系で放送されたテレビドラマシリーズ。全2回。主演は米倉涼子。
2012年12月22日に放送された、『熱い空気』の設定を引き継いでいる。

## キャスト

### 協栄家政婦協会
沢口信子（さわぐち のぶこ）〈32 → 33〉
演 - 米倉涼子
協栄家政婦協会所属の派遣家政婦。過去に結婚はしたが美しすぎるために夫が「外ではその美貌で何人もの男を誑かしているのではないか」と猜疑心の塊となってしまい、離婚された。離婚後は冴えないメイクと黒縁の丸メガネにおかっぱのウイッグで美貌を隠して家政婦となり、今ではこの仕事にプライドを持っている。同じ家政婦協会の家政婦仲間の手術代を工面するために時計を売るなど、仲間思いでもある。
平田牧子（ひらた まきこ）〈51〉
演 - 東ちづる
協栄家政婦協会会長。元家政婦。
加藤シズ（かとう シズ）
演 - 岩本多代
協栄家政婦協会所属のベテランの最年長の派遣家政婦。年齢は会長の牧子より年上。元総理大臣の愛人。
小林ヒロミ（こばやし ヒロミ）
演 - 伊藤麻実子
協栄家政婦協会所属の派遣家政婦。
宮田善子（みやた よしこ）
演 - 大草理乙子
協栄家政婦協会所属の派遣家政婦。
矢作まさ枝（やはぎ まさえ）
演 - 増田くみ
協栄家政婦協会所属の派遣家政婦。
高原みどり（たかはら みどり）
演 - 広瀬みか
協栄家政婦協会所属の派遣家政婦。

### 第1作（2014年）

#### 上原家
中村朱実（なかむら あけみ）〈20〉
演 - 北乃きい
秀光の隠し子と自称する女性。秀光との親子関係を検証する裁判を夏雄らにおこされており、「もしも自分の子でないと立証された時は結婚しよう」と秀光から言われている。
上原美智子（うえはら みちこ）〈42〉
演 - 松下由樹
夏雄の嫁。信子から朱実に関する情報を聞き出そうとする。
上原夏雄（うえはら なつお）〈45〉
演 - 尾美としのり
秀光の長男。先妻の息子。美容整形外科医。秀光からは医師としても経営者としても無能と思われている。
上原恵子（うえはら けいこ）〈37〉
演 - 北川弘美
雄次郎の嫁。義母の言いつけに従い、あくまで上原家に居座ろうとする。
上原雄次郎（うえはら ゆうじろう）〈40〉
演 - 長谷川朝晴
秀光の次男。後妻の息子。エステサロンを任されている。自分の母親が秀光の脱税の尻拭いをさせられたうえに捨てられたことを恨んでいる。
山下正（やました ただし）
演 - 矢柴俊博
専属運転手。
小峰恒子
演 - 蓬萊照子
お手伝い。
春川悦子
演 - 原千果子
お手伝い。
山尾元太郎（やまお げんたろう）〈75〉
演 - 橋爪功
秀光の父の代から仕えている上原家の番頭。上原家の一員と同格に遇され、上原家に住み、食事も秀光の子どもたちと同じテーブルでとっている（秀光のみが自室で食事している）。上原グループの常務を務めていたが、朱実排斥を画策したため、秀光から解任され、上原家からも追放される。
上原秀光（うえはら ひでみつ）〈70〉
演 - 伊東四朗
上原家の家長。上原美容クリニック・エステサロン・結婚式場を手広く経営する上原財閥の総帥。沢口信子の素顔を見て、彼女の苦労した過去を読み取るなど、人間を見る目に長けている。一方で、朱実に求婚したり、信子に愛人になるよう迫るなど若くて美しい女性には目がない。また守銭奴でもある。

#### 上原家と信子の関係者
高橋
演 - 利重剛
上原家の顧問弁護士。
高杉伝吉（たかすぎ でんきち）
演 - 六平直政
クラブ「染井」の常連客。吉源ビル会社社長。朱実を気に入っており求婚したがふられた。秀光とは互いに悪口を言い合う仲で上原財閥の破綻を度々予言する。朱実に「伝吉じい」と呼ばれている。
染井暁子（そめい あきこ）〈40〉
演 - 筒井真理子
クラブ「染井」のママ。朱実は一時、暁子の下でホステスとして働いていた。そのため、朱実が秀光と結婚できるよう応援する。
岡野弘子（おかの ひろこ）
演 - 室井滋
信子につきまとう女。
北村泰山（きたむら たいさん）
演 - 佐野史郎
占い師。政財界の重鎮を顧客に持つ。秀光に「裁判では朱実は秀光の実子でないという判決が下る」という占い結果を伝える。

#### その他
- 蘭子（クラブ「染井」ホステス） - 高部あい
- 姿（文京警察署 刑事） - 日野陽仁
- 広瀬（東京国税局徴収部） - 宍戸美和公
- 西田（東京国税局徴収部） - おかやまはじめ
- 平木（文京警察署 刑事） - 内倉憲二
- 森田ちゃん（デパート店員） - 浅田光[8]
- 質屋店員 - 棚橋ナッツ
- 上原美容クリニックの患者 - 中村真知子[9]
- 総会屋 - 加賀谷圭
- 裁判長 - 池浪玄八[10]
- 国税徴収官 - 伊藤裕一[11]、岩本淳[12]、岩美宏典[13]、福田温子[14]、牧佳子[15]、葉山昴[16]
- 料亭「若葉」女将 - 有川加南子[17]
- カメラマン - 下川真矢[18]

### 第2作（2015年）

#### 岩倉家
岩倉恒子（いわくら つねこ）〈47〉
演 - 財前直見
帝国真珠の社長。元会長の珠一郎と後妻の朝子の娘。寿三郎の異母妹。帝国真珠の経営権をめぐって寿三郎と対立するが、かつては寿三郎と強固な絆で結ばれていたという第三者の証言もある。
山口さやか（やまぐち さやか）〈25〉
演 - 菜々緒
寿三郎の愛人の子ども。帝国真珠の株券を母親から相続しており、帝国真珠株の高騰により資産家となる。
岩倉真也（いわくら しんや）〈45〉
演 - 池田鉄洋
恒子の夫。昼間からビールを飲んでいる。政治家秘書を務め、帝国真珠と政界のパイプ役。
大高治樹（おおたか はるき）〈40〉
演 - 金子貴俊
寿三郎の愛人の子ども。さやか同様、帝国真珠の株券を母親から相続しており、相当の資産家。
岩倉匡子（いわくら きょうこ）〈65〉
演 - 高泉淳子
寿三郎の妻。寿三郎との間に子はなく、次々と愛人をつくる夫に愛想を尽かしている。
岩倉珠助（いわくら じゅすけ）〈6〉
演 - 高橋琉晟
寿三郎と田中清子の子ども。清子から帝国真珠の株券を相続しているが電子化以前の株券であるため、電子化しない限り価値はない。まだ幼少ということもあり、岩倉家の人間から軽んじられ、寿三郎以外の人間からは邪険に扱われている。
岩倉寿三郎（いわくら じゅさぶろう）〈68〉
演 - 西田敏行
帝国真珠の会長。珠一郎と前妻の息子。恒子の異母兄。会社の経営権をめぐって恒子と対立し、社長復帰を画策している。匡子曰く、美人でない女性が好みで次々と愛人をつくるなど、女性関係はだらしない。

#### 岩倉家と信子の関係者
竹宮道夫（たけみや みちお）〈53〉
演 - 横田栄司
謎の男。旧華族の竹宮道隆の娘の息子であり、人心掌握術に長けている。帝国真珠の社宝「金の星」を狙っている。
飯田武男（いいだ たけお）〈35〉
演 - 大倉孝二
酒屋の主人。珠助のいたずらにたびたび巻き込まれる。
小川よしこ（おがわ ‐ ）
演 - 池田道枝
沢口信子の元夫の母。結婚の際、信子に真珠のイヤリングを渡す。信子とよしこの関係は良好だったようで、今でも信子はそのイヤリングを大事にしている。
田中清子
演 - 小林音子
珠助の母。帝国真珠元会長秘書。故人。

#### その他
- マーク・サカモト（U&Mホールディング日本支社長・帝国真珠の筆頭株主） - 松尾貴史
- 田添洋一（週刊誌「東京芸能」記者） - マキタスポーツ
- 野田健太郎（経済振興大臣秘書官） - 猪野学[24]
- 小寺（帝国真珠 会長秘書） - 田窪一世
- あかね（「秘湯の宿」の娘） - 齋藤めぐみ[25]
- 日枝（刑事） - まいど豊
- 佐藤（刑事） - 高橋正臣[26]
- 販売員 - 櫂作真帆[27]、牧佳子[15]
- アナウンサー - 棚橋唯[28]
- レポーター - 小柳美李[29]
- 記者 - 西村誠治[30]、田中貴裕[31]、梅澤裕介[32]、伊豆義継[33]、関口満紀枝[34]、宮下佳奈[35]
- カメラマン - 伊藤謙心[36]、黒木龍世[37]
- 樋口（巡査部長） - 寺田農
- 緒方健次郎（帝国真珠の顧問弁護士） - 田山涼成

## スタッフ
- 脚本 - 竹山洋
- 音楽 - 荻野清子
- 演出 - 松田秀知
- 技術協力 - テイクシステムズ
- VFX・美術協力 - テレビ朝日クリエイト
- 企画協力 - 古賀誠一（オスカープロモーション）
- チーフプロデューサー - 五十嵐文郎
- ゼネラルプロデューサー - 内山聖子
- プロデューサー - 峰島あゆみ[38]、菊地裕幸（ザ・ワークス）、大垣一穂（ザ・ワークス）
- 制作協力 - ザ・ワークス
- 制作著作 - テレビ朝日

## 放送日程
- 第1作は、「テレビ朝日開局55周年記念」。

| 話数 | 放送日        | サブタイトル | 脚本   | 演出     | 視聴率 |
| ---- | ------------- | --- | ------ | -------- | ------ |
| 1    | 2014年3月2日  | 資産300億美容整形クリニックの遺産相続!!乱れた秘密!? 〜DNA鑑定 銀座の女帝は隠し子？脱税…誘拐…家政婦が暴く嘘まみれの女!!                         | 竹山洋 | 松田秀知 | 17.4%  |
| 2    | 2015年12月5日 | 資産1000億〜華やかな真珠一族の乱れた秘密…!? 盗まれた“金の星”が暴く嘘まみれのお家騒動!? 遺産めぐる兄妹VS.嫁VS.愛人…骨肉の争い！二つの顔をもつ女 | 竹山洋 | 松田秀知 | 12.6%  |

- 視聴率はビデオリサーチ調べ、関東地区・世帯